# Édifice de l'Ouest
L'Édifice de l'Ouest (en anglais : West Block) est l'un des trois bâtiments de la Cité parlementaire du Canada, à Ottawa. Situé à l'ouest du promontoire de la colline du Parlement, l'Édifice de l'Ouest est construit entre 1859 et 1909 dans un style néo-gothique de l'époque victorienne. Il est désigné lieu historique national du Canada le 16 janvier 1987.
Depuis le 28 janvier 2019, le bâtiment abrite la Chambre des communes, normalement située dans l'Édifice du Centre. Ce dernier est fermé pour des travaux devant s'échelonner durant toutes les années 2020. L'Édifice de l'Ouest comporte plusieurs bureaux de parlementaires, des salles de comité et une partie de la Bibliothèque du Parlement.

## Description
Ses murs sont construits en grès de Nepean (nord de Gatineau) et son toit en mansarde est revêtu de cuivre avec faîtage en fer. Le bâtiment est coiffé de la tour Mackenzie en 1878, de la tour Laurier en 1906, puis de la tour sud-ouest.

## Histoire

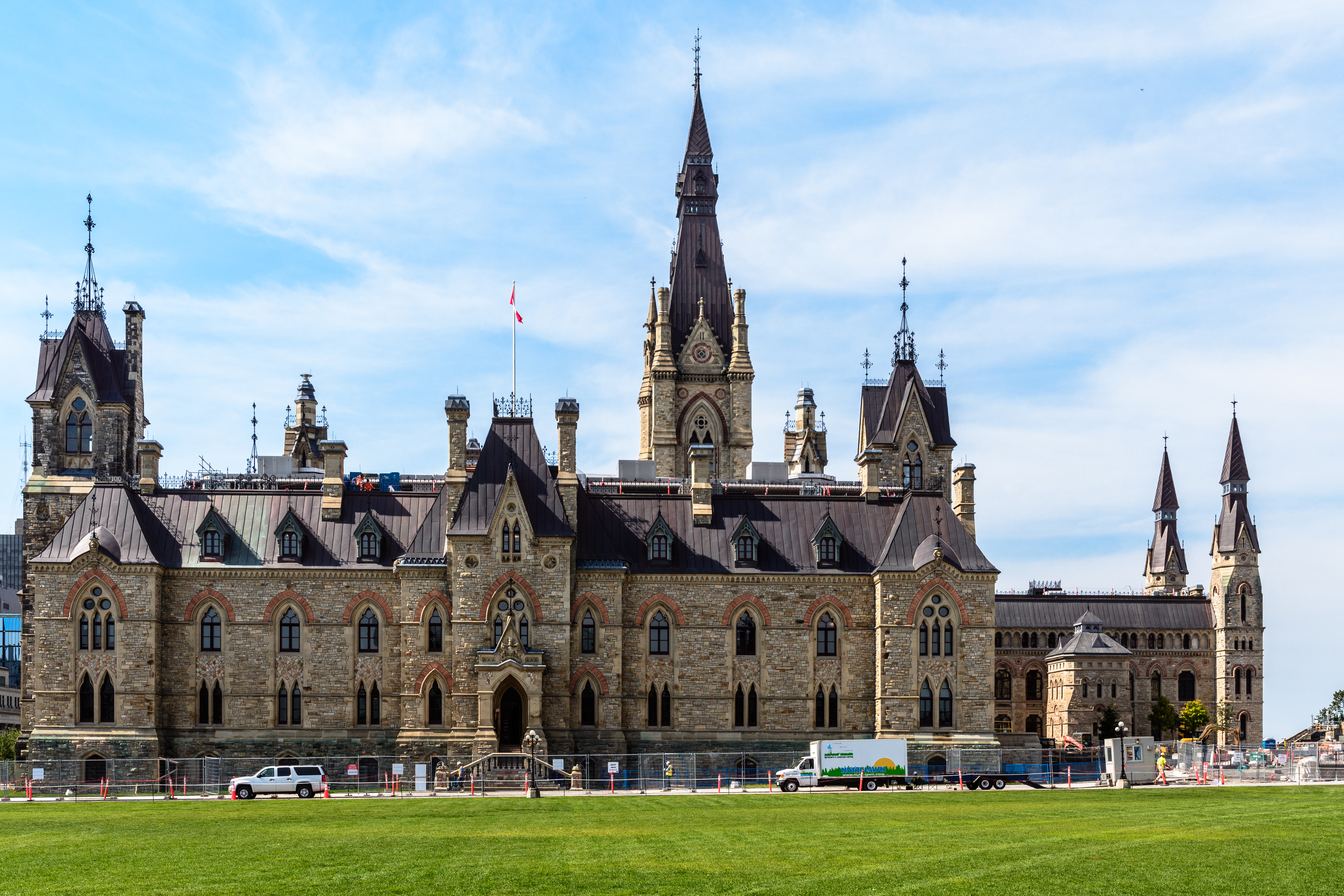
Édifice de l'Ouest.

Lors de sa planification, l'édifice est conçu pour être utilisé par la fonction publique. La première phrase de construction se déroule entre 1859 et 1865 d'après les plans des architectes Thomas Stent et Augustus Laver. L'édifice ouvre ses portes en 1866, juste à temps pour la Confédération du Canada. Il abrite alors les bureaux des ministères des Postes, des Travaux publics et des Terres de la Couronne.
Des travaux d'agrandissement sont menés entre 1874 et 1878 (T. S. Scott), avec la construction de l'aile nord-est, et entre 1906 à 1909 pour la construction de l'aile nord. L'édifice est pratiquement complètement rénové et transformé à l'intérieur entre 1961 et 1965. La firme Perini Limited de Toronto en a le mandat.
Dans le cadre d'un vaste plan de réhabilitation des bâtiments de la Cité parlementaire, un important chantier de restauration et de modernisation s'amorce en 2011. Outre la restauration patrimoniale, les travaux visent entre autres à créer un nouvel espace en recouvrant la cour intérieure d'un toit de verre pour accueillir temporairement la Chambre des communes. Le déménagement de la chambre implique également la construction des bureaux du premier ministre, des agents supérieurs de la Chambre et des chefs et whips des partis. Les travaux entraîne la disparition de la salle de la Confédération (la « pièce 200 »). À terme, en janvier 2019, le coût des travaux s'élève à 863 millions de dollars canadiens.

## Culture populaire
- La tour Mackenzie de l'Édifice de l'Ouest figure sur le billet canadien de 5 dollars.

## Galerie

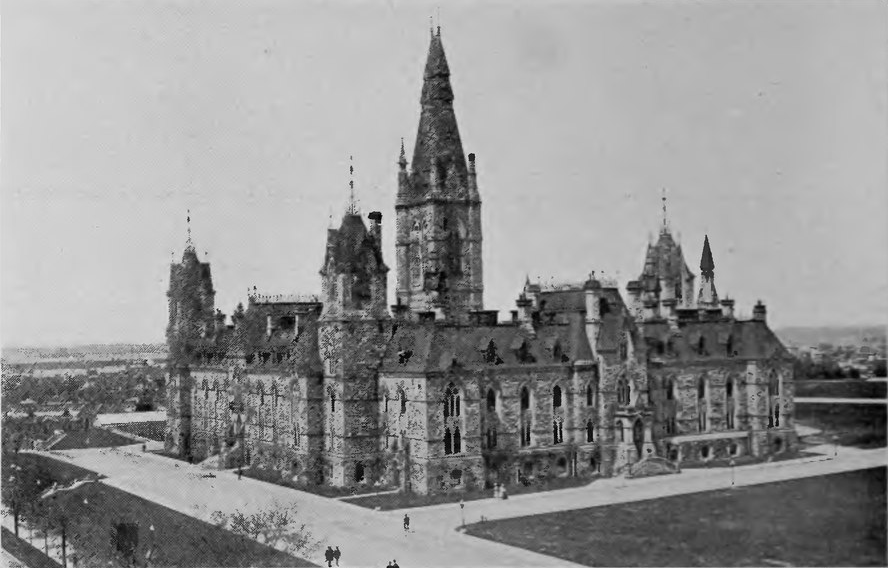
En 1911
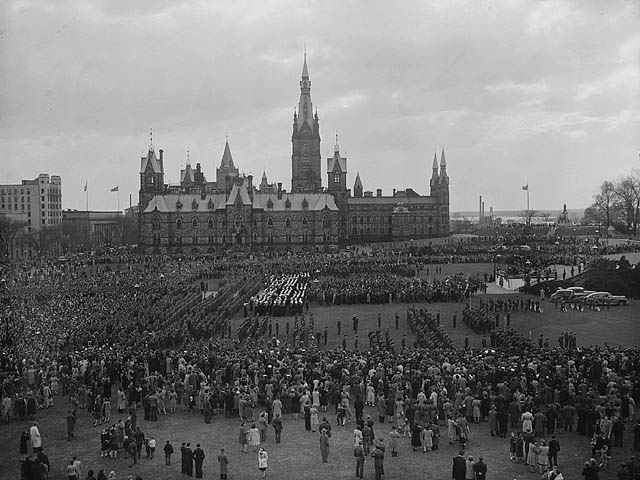
En 1945
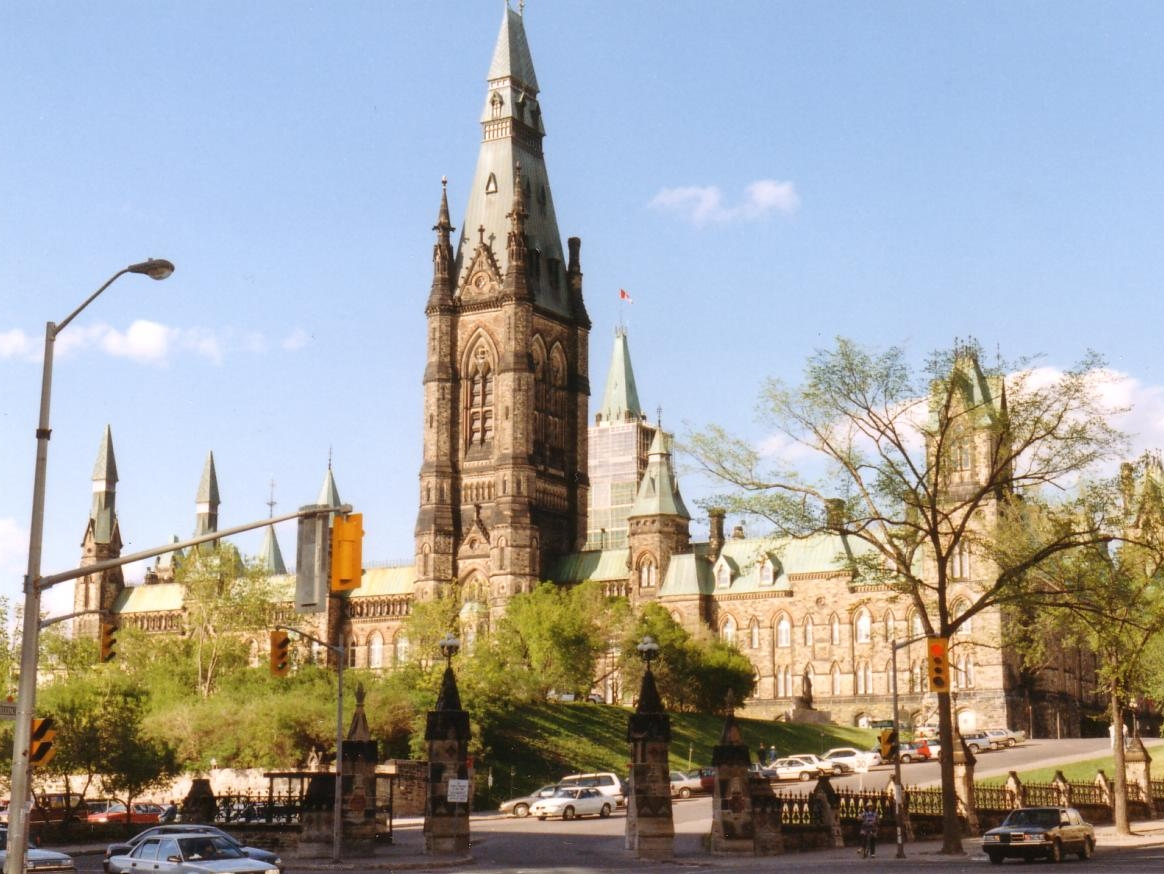
En 1995
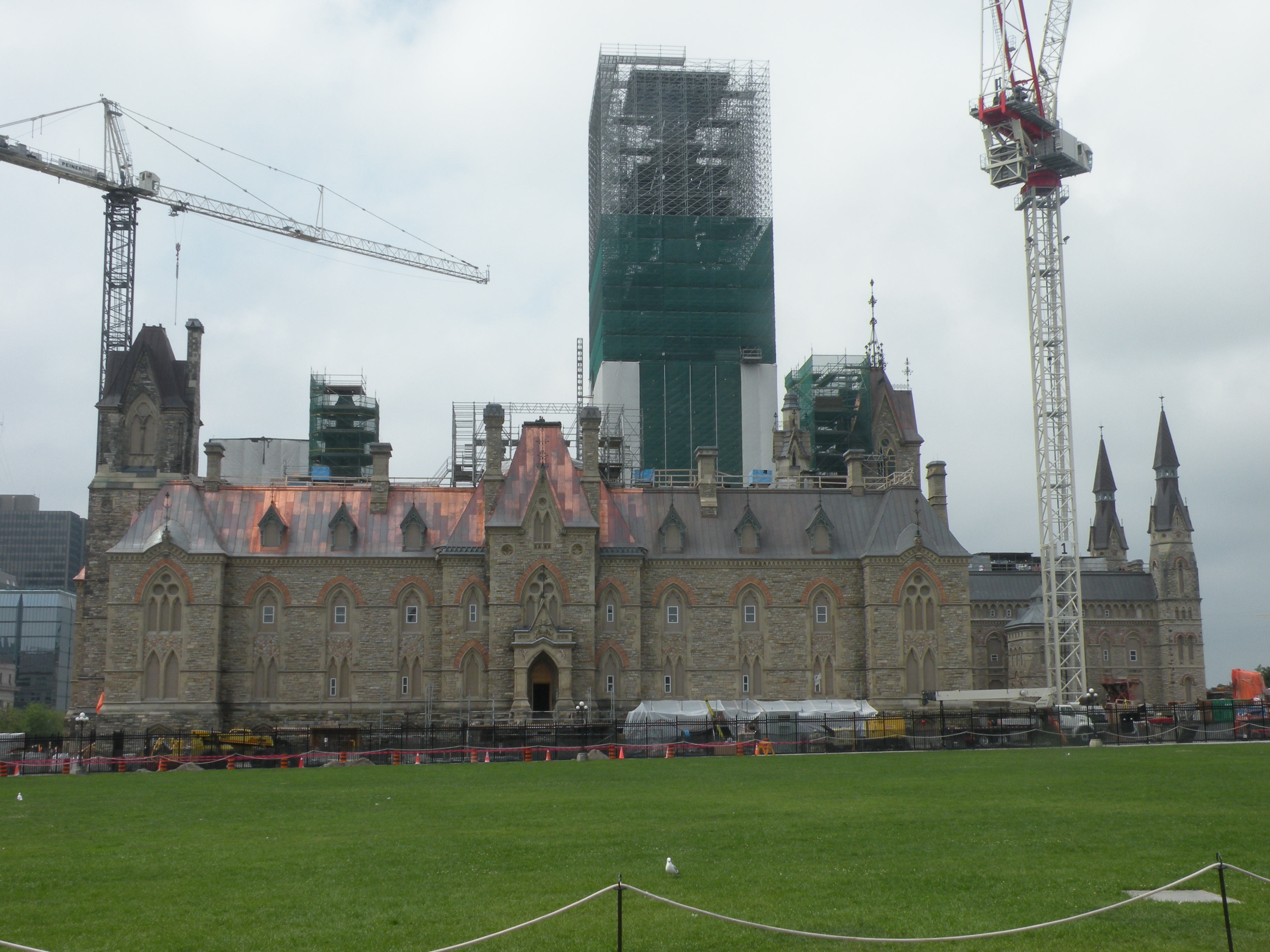
En 2015
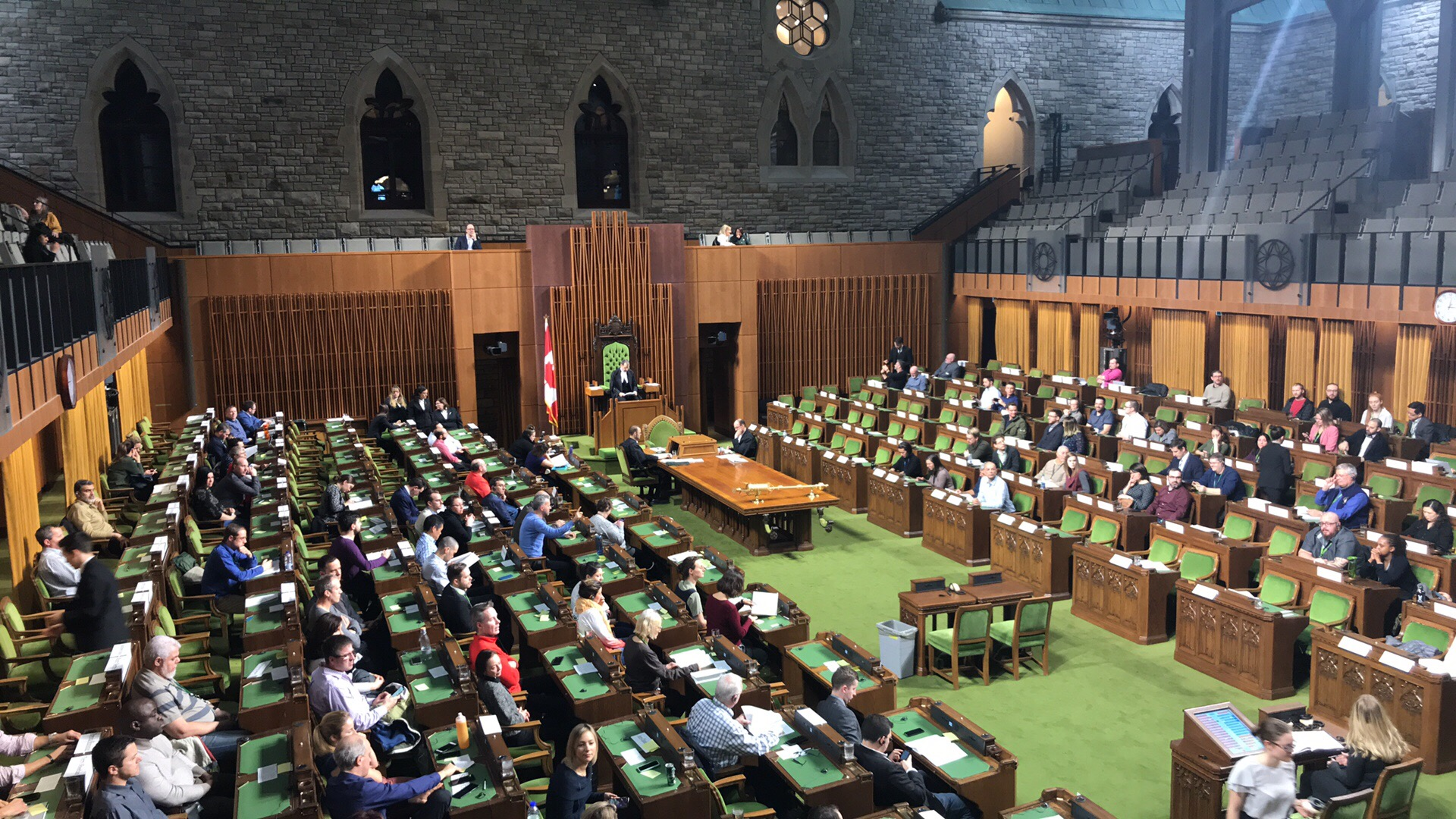
Intérieur (Chambre des communes) en 2019